# Ochotnica Dolna (gmina)
Ochotnica Dolna (do 1954 gmina Ochotnica) – gmina wiejska w województwie małopolskim, w powiecie nowotarskim. W latach 1975–1998 gmina położona była w województwie nowosądeckim.
Siedziba gminy to Ochotnica Dolna.
Według danych z 30 czerwca 2004 gminę zamieszkiwało 7877 osób.

## Struktura powierzchni
Według danych z roku 2002 gmina Ochotnica Dolna ma obszar 141,03 km², w tym:
- użytki rolne: 39%
- użytki leśne: 58%

Gmina stanowi 9,56% powierzchni powiatu.

## Demografia

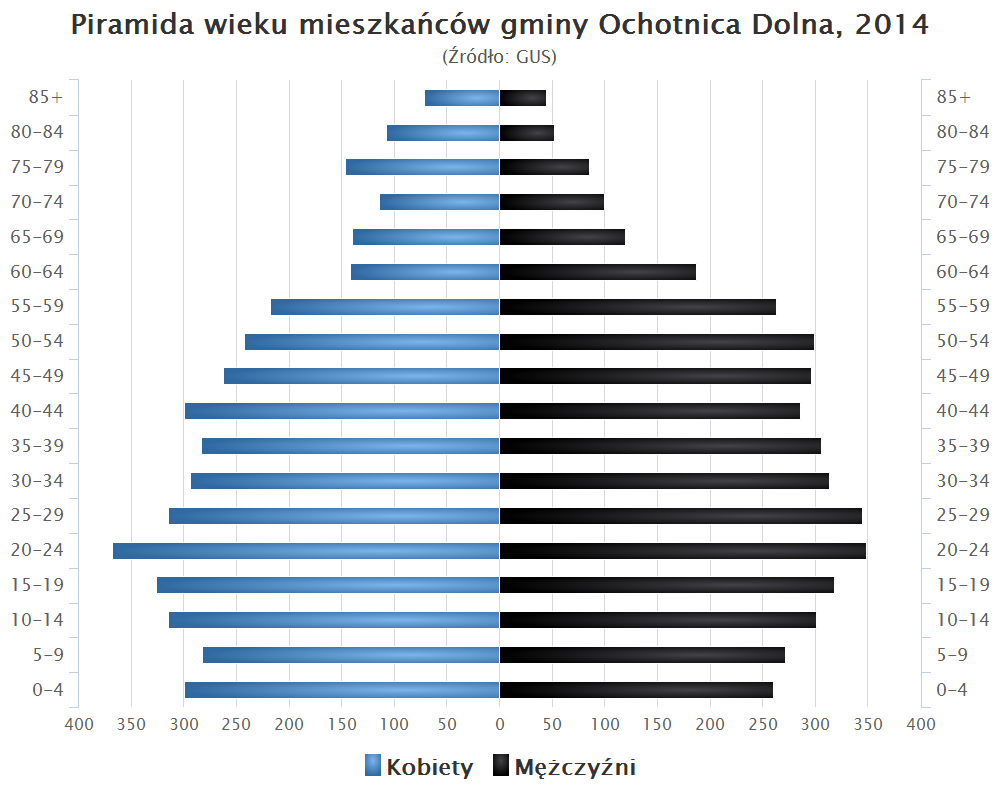
Piramida wieku mieszkańców gminy Ochotnica Dolna w 2014 roku

Dane z 30 czerwca 2004:
| Opis                              | Ogółem | Ogółem | Kobiety | Kobiety | Mężczyźni | Mężczyźni |
| --------------------------------- | ------ | ------ | ------- | ------- | --------- | --------- |
| jednostka                         | osób   | %      | osób    | %       | osób      | %         |
| populacja                         | 7877   | 100    | 3905    | 49,6    | 3972      | 50,4      |
| gęstość zaludnienia (mieszk./km²) | 55,9   | 55,9   | 27,7    | 27,7    | 28,2      | 28,2      |

## Sołectwa
Ochotnica Dolna – Młynne, Ochotnica Dolna, Ochotnica Górna, Tylmanowa.

## Sąsiednie gminy
Czorsztyn, Kamienica, Krościenko nad Dunajcem, Łącko, Nowy Targ, Szczawa